# مینامی-کو، سایتاما
می‌نامی-کو (به لاتین: Minami-ku) یک منطقهٔ مسکونی در ژاپن است که در سایتاما واقع شده‌است. می‌نامی-کو ۱۳٫۸۲ کیلومتر مربع مساحت و ۱۸۰٬۵۵۸ نفر جمعیت دارد.